# Nasser Daoudou M’Sa
Nasser Daoudou M’Sa (auch Nasser Aboudou; * 26. Februar 1998 in Paris) ist ein französisch-komorischer Fußballspieler.

## Karriere
M’Sa begann seine Laufbahn beim französischen Amateurverein JA Drancy, bevor er in die Jugend des FC Martigny-Sports in die Schweiz wechselte. Zur Spielzeit 2017/18 schloss er sich dem FC Sion an. Bei den Sittenern gab er am 23. September 2017 (9. Spieltag) beim 1:1 gegen den FC Zürich II sein Debüt für die zweite Mannschaft in der drittklassigen Promotion League, als er in der Startelf stand. Bis Saisonende kam er zu 17 Ligaeinsätzen für die Reserve, wobei er ein Tor erzielte.
Zur Saison 2018/19 wurde er in den erweiterten Kader der ersten Mannschaft befördert und debütierte am 29. Juli 2018 (2. Spieltag) beim 4:2 gegen den FC St. Gallen für die Profis in der Super League, der höchsten Schweizer Spielklasse, als er in der Startelf stand. Bis Saisonende absolvierte er drei Spiele in der Super League und ein Spiel im Schweizer Cup sowie sieben Partien für die zweite Mannschaft in der Promotion League (ein Tor). 2019/20 folgten 12 Einsätze für die zweite Mannschaft, wobei er ein Tor schoss. In der folgenden Saison spielte er 13-mal für die Reserve des FC Sion. Seit Sommer 2021 ist er vereinslos. 